# Hippidae
Hippidae (лат.) — семейство десятиногих ракообразных. Они состоят в тесном родстве с семейством Albuneidae, с которыми они, как правило, объединяются в надсемейства Hippoidea. Они зарываются в песок, и встречаются по всему миру, за исключением Арктики и Антарктики.

## Классификация
Семейство Hippidae включает три рода:
- Emerita Scopoli, 1777
- Hippa Fabricius, 1787
- Mastigochirus Miers, 1878